# A szabin nők elrablása (tévéfilm, 1977)
A Szabin nők elrablása a Magyar Televízió által készített, 1977-ben bemutatott tévéjáték, zenés vígjáték, mely Franz és Paul von Schönthan 1884-ben bemutatott színdarabja alapján készült. Témája egy kisvárosi tanárember ifjúkorában írt, a szabin nők elrablásáról szóló színdarabjának egy vándortársulat általi nem túl jól sikerült színrevitele, a súlyos nőhiánnyal küzdő Róma a szomszédos szabin törzs nőit egy csellel elrabolja.

## A tévéjáték alapjául szolgáló színdarab
A darabot a világ színpadjain rendszeresen műsorra tűzik. Magyarországon az utóbbi évtizedekben többnyire a Kellér Dezső féle, magyar környezetbe helyezett és az eredetinél humorosabb változatban adják elő. Az eredetileg prózai műhöz Horváth Jenő és Szenes Iván írt dalokat. Az átírt és zenés vígjátékot 1948. december 29-én mutatták be a Pesti Színházban . Ennek, a magyar környezetbe helyezett és zenés változatnak az alapján készült a Magyar Televízió tévéjáték-változata, melyet 1977. február 19-én szombaton, este 8 órakor mutattak be, mint az MTV-1 Zenés Tévészínház egyik műsora.

## Cselekmény
- És mondja, a tanár úr sem érdeklődik a művészetek iránt?

- Á, a tanár úr az egészen más, ő maga is írt egy színdarabot. Mondhatom az egy olyan darab, hogy nagyon régi időkből van írva, van három felvonása, főszereplője meg egy se.
- Múzsák istene, ezt a darabot meg kell szereznem az életem árán is.

(Rettegi Fridolin és Róza)
1890, Siklód, fiktív erdélyi kisváros, valahol Belényes közelében. Az álmos kisváros csendjét egy vándor színitársulat érkezése forgatja fel. A társulatnak nagy az ambiciója, mérsékelt a tehetsége és nagyon kevés a pénze. Rettegi Fridolin, a színigazgató végigjárja a várost, hogy bérleteket kínáljon, de a jegyzőtől kezdve a körorvosig mindenki éppen alszik. Egyedül a patikus nem aludt, de ő meg kirúgta, egyszóval nem túl jól indul a siklódi előadássorozat, melynek aznap esti nyitódarabja a Hammlett!, avagy valami bűzlik Dániában című komédia az eredeti zenével, cimbalomkísérettel, írta Sékszpír Vilmos, a Petőfi Társaság tagja...
Dr. Bányai Márton, a helyi gimnázium történelemtanára. Tanárnak szigorú, de otthon egy igazi papucsférj, aki retteg meglehetősen uralkodó természetű feleségétől, Borbálától. Márton harmadik hete jól megérdemelt pihenését tölti. Az orvos által számára előírt nyugalomhoz csak annyi kellett, hogy felesége és Etelka, a kisebbik lánya elutazzon nyaralni Tusnádfürdőre. Noha itt volna a lehetőség, hogy kicsit lazítson, sétáljon a főtéren, vagy kuglizzon egyet, inkább az iratai rendezésével tölti az idejét. Pár napja az egyik szekrény alján talált egy rég elfelejtett, poros mappát, benne egy általa fiatal korában írt színdarabbal. Címe: A szabin nők elrablása, avagy egy tragédia a rómaiak korából. Eddig csak egyetlen embernek merte felolvasni, szolgálólányuknak, a butuska, de életvidám és bőbeszédű Rózának.
Fridolin végül eljut Bányaiékhoz, hogy ott is bérletet kínáljon. A cserfes Róza elárulja, hogy a tanár maga is írt egy színdarabot. Fridolin kombinálni kezd, ha ennek a helyi hírességnek a darabját mutatná be, tódulna  a közönség, végre megkaphatnák fizetésüket a művészei. Bányai otthonülő életmódjukra hivatkozva nem vesz bérletet, Fridolin viszont kissé hátulról jövő módszerrel kihúzza belőle, hogy van egy színdarabja. Csak egy fél órára elkéri, hogy a verandán elolvassa. Annyira megtetszik neki, hogy ragaszkodik a színreviteléhez, Bányait a „magyar sékszpírnek“ nevezi. Bányai tanári állására és szigorú feleségére hivatkozva ódzkodik, végül nehezen, de beleegyezik. Rettegi közli, premier három nap múlva, mert „egy ilyen nehéz darab gondos előkészületet kíván“, nem szabad elkapkodni. Búcsúzóul egy a feleségét ábrázoló pikáns képet ajándékoz Mártonnak. A látványos és sokszereplős darab megfelelő színreviteléhez természetesen egyetlen szükséges feltétel sincs meg.
Egy másik váratlan vendég is érkezik, Raposa Bogdán, a bőbeszédü brassói borkereskedő, akivel Márton két évvel ezelőtt futólagos ismeretségbe került és akire már nem is emlékszik. Bogdán elpanaszolja, hogy szeretett Bandi fia megszökött tőle egy színésznővel, elzüllött, adósságba keveredett. Most siet, mert indul a vonata a becskereki vásárba, de pár nap múlva visszaúton újra benéz és akkor majd hosszasabban marad, Márton legnagyobb szomorúságára...
A társulat egyik tagja a fiatal Szendeffy Endre. Eredeti neve Raposa Endre, Bogdán, a brassói borkereskedő fia. Ha már úgyis Siklódon jár, hát felkeresi régi kollégiumi szobatársát, Szilvási Bélát, a helyi állatorvost, Bányai nagyobbik lányának, a roppantul féltékeny természetű Irmának a férjét. Elmeséli, szebeni kollégiumi évei alatt beleszeretett egy helyi színésznőbe, a szerelem elvette az eszét, adósságokat halmozott fel. Apjával megszakította a kapcsolatot, majd a művésznővel történt szakítása után beállt vándorszínésznek. Szomorú végű szerelmük emlékeit egy kis táskában őrzi, van benne hajtincs, fotó, elszáradt rózsa, gyűrű, valamint 200 koronányi kifizetetlen számla. Már szeretne kibékülni apjával, de a levelei sorra felbontatlanul visszaérkeznek. Béla megígéri, hogy egy olyan levelet ír Endre apjának, akit még kollégista korából ismer, amitől biztosan meg fog enyhülni.
A bemutató miatt a feleségétől rettegő Bányai levelet ír, hogy maradjanak még pár napot Tusnádon, de mire Róza feladná, már hazaérkeznek. Borbála rögtön látja, hogy valami nem stimmel a házban, de férje nem meri megmondani neki az igazságot a színielőadásról. Mikor megtalálja a Retteginét ábrázoló aktképet, meg van győződve, hogy Márton megcsalja. Etelka összeismerkedik Szendeffyvel, majd szerelembe esnek.
A színreállítással komoly bajok vannak. Rettegi mozgást, életet, szabin katonák tömegeit akarja látni a színpadon, tehát kikér hat katonát a helyi laktanyából. Elegendő római jelmez híján kölcsönkéri a helyi tűzoltók sisakjait, szerinte ez tökéletesen fogja hozni az ókori Róma hangulatát. Mivel női szereplője sincs elég, Tulia rabszolganő szerepét előbb férfi Tuliusra, majd gyerekkarakter Tulikára akarja változtatni, végül csak egy pálmafára akasztott és felolvasott levél marad Tulia szerepéből. Pálmafa sincs, de helyette megteszi egy leanderbokor is. Hogy teljes legyen az ókori hangulat, kölcsönkéri a bokorra Szilvási papagáját, a Mukit. Az állatorvos ezeket hallván megszakad a nevetéstől, Rettegit ócska ripacsnak nevezi.
Eljön a premier napja. Borbála nem tud semmiről, de ezt az estét a teljes családjával akarja eltölteni, ellentmondani senki nem mer neki. Etelka javaslatára egy műveszekedést rendeznek, apja sértődötten elvonul, Béla utánamegy úgymond békíteni. Etelka a veszekedésért szobafogságot kap, onnan az ablakon kiszökik, majd mindhárman elmennek a színházba.
A darab döcögősen indul, de a második felvonás vége felé a közönség már érdeklődve kezdi figyelni az eseményeket, ám a legemelkedettebb pillanatban megszólal a Muki, „adj egy puszit, Béla“. A közönség röhögésben tör ki, záptojások röpködnek, az előadás botrányba fullad. A zokogó Etelka, a megalázott Bányai, majd a római jelmezben beállító Fridolin láttán a semmiről nem tudó Borbála úgy érzi, hogy egy bolondokházába került. Elutazással és válással fenyegetőzik, ám mikor megtudja, hogy ez az egész zűrzavar a Márton által írt a színdarab miatt történt, a nyakába borul, hogy miért nem mondta el, szívesen végigizgulta volna vele az előadást.
Endre megkéri Etelka kezét, az éppen ekkor visszaérkező Bogdán Béla levelének hatására kibékül a fiával, mindenkit meghív Brassóba az esküvőre és a lagziba. Rettegi felesége az előadást is megmenti, óriási a siker, a közönség tombol, igaz, a harmadik felvonás már nem a szabin nőkről, hanem egy veronai szerelmespárról szól, főszerepében a fénykorán már igen régen túljutott Retteginé, mint Júlia...

## Dalok
- Nyitány, a társulat érkezése a városba
- Színészdal (Ott túl, a domb tetején) - a vándorszínészek kórusa
- Romulus - Bányai Márton
- Gyanúsítasz, amig élek - Irma és Béla
- Csak hírből ismerem a szerelmet - Borbála és Etelka
- Róza - Fridolin és Róza
- Szeretnék örökké élni - Szendeffy és Etelka
- Lássuk, mit mond a vetőkártya - Szendeffy és Etelka
- Mások vittek rossz utakra engem - Bányai Márton
- Utazunk! - a Bányai család
- Egy zseninek nincsenek gátjai - Retteginé
- Finálé - mindnyájan

A musical legismertebb dala a Mások vittek rossz utakra engem. 
Az 1949-es bemutatója óta feldolgozta többek között
- Vadas Zsuzsa
- Gallai Elza
- Ráday Imre
- Csákányi László
- Darvas Iván
- Korda György
- Soltész Rezső

## Szereplők
- Márkus László - Dr. Bányai Márton, gimnáziumi történelemtanár
- Ronyecz Mária - Borbála, a felesége
- Sunyovszky Szilvia - Irma, a nagyobbik lánya
- Egri Kati - Etelka, a kisebbik lánya
- Sztankay István - Szilvási Béla, Irma férje, a helyi állatorvos
- Csűrös Karola - Róza, szolgálólány
- Bilicsi Tivadar - Rettegi Fridolin, színigazgató
- Lorán Lenke - Linda, Rettegi felesége, a társulat örökös Oféliája és Júliája
- Timár Béla - Szendeffy (Raposa) Endre, a színház hősszerelmese és tenoristája
- Soós Lajos - Raposa Bogdán, brassói borkereskedő, Endre apja
- Konrád Antal - Korpássy, a színház titkára és színésze
- Gyenge Árpád - Borszéky, koros színész
- Menszátor Magdolna - Elvira, színésznő

## Érdekesség
- Az 1948-ban a Pesti Színházban bemutatott Kellér Dezső által átírt zenés változatot, valamint az 1977-es tévéjáték-változatot egyaránt Egri István rendezte.
- A rosszul sikerült színielőadásra az eredeti változathoz hasonlóan csak utalások vannak, magából az előadásból semmi nem látható.